# Diari de Girona
Diari de Girona (katalanskt uttal: /diˈaɾi ðə ʒiˈɾonə/ är en daglig morgontidning baserad i Girona i Katalonien (Spanien). 
Tidningen grundades 1943 under namnet Los Sitios och utgavs på spanska. Det var på den tiden den enda dagliga publikationen i Girona. Under Spaniens övergång till demokrati behöll den namnet till slutet av 1970-talet. Då ändrades namnet till Los Sitios-Diari de Girona, och katalanska infördes gradvis som tidningsspråk. 1988 fick tidningen sitt nuvarande namn och började publicera fullt ut på katalanska.